# 리파 (로마)

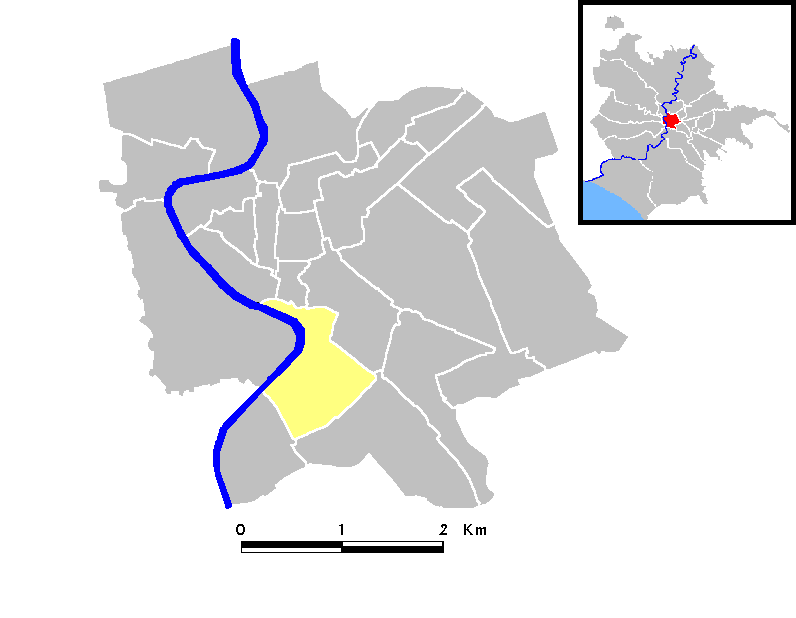
리파의 위치

리파(이탈리아어: Ripa)는 이탈리아 로마의 리오네다. R. XII라고 표기되며, 로마 1구에 속한다.